# Gisulfo II de Salerno

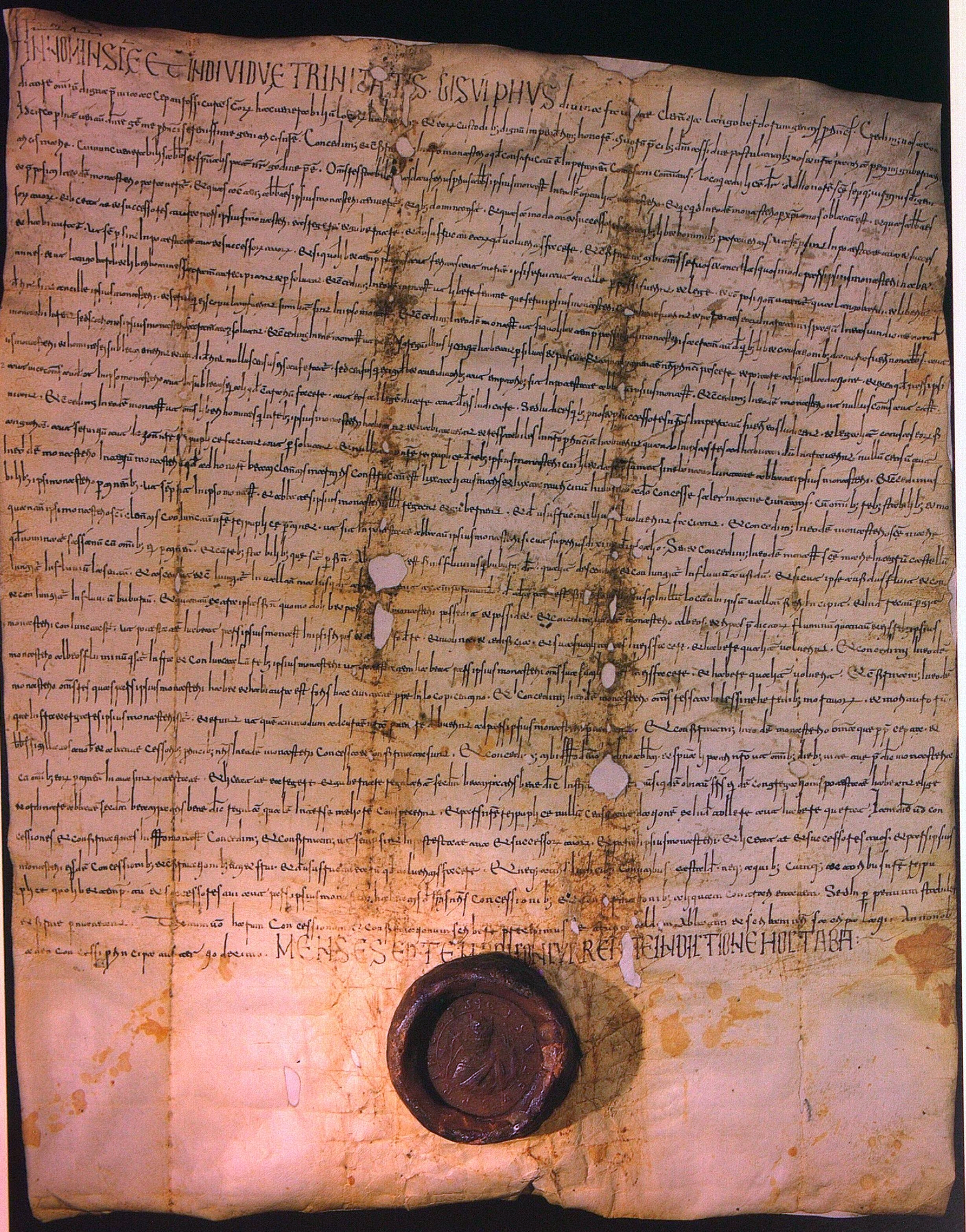
Diploma emitido por Gisulfo II en 1054. Ciudad Del Vaticano, Archivio Segreto Vaticano, Archivio Boncompagni, Prot. 270, 2a

Gisulfo II (también transcrito Gisulph, latín Gisulphus o Gisulfus, y el italiano Gisulfo o Gisolfo) fue el último príncipe Lombardo de Salerno (1052-1077).
Gisulf era el primogénito y sucesor de Guaimario IV y Gemma, la hija del conde Capuano Laidulfo y es descrito como un villano y un pirata en la crónica de Amatus de Montecassino, Ystoire de li Normant. El historiador John Julius Norwich (Los Normandos en el Sur pg. 201n) habla de "una desafortunada víctima [un Amalfitano] a quien Gisulfo mantuvo en una helada mazmorra, quitándole primero el ojo derecho y, a continuación, cada día, uno de los dedos de manos y pies. Él [Amatus] añade que la Emperatriz Inés—que pasaba gran parte de su tiempo en el Sur de Italia, ofreció personalmente un centenar de libras de oro y uno de sus propios dedos como rescate, pero sus ruegos no fueron escuchados."
Fue hecho copríncipe junto con su padre en 1042 aunque aún era muy joven, y solo una década más tarde, su padre fue asesinado en el puerto de su capital por cuatro hermanos, hijos de Pandulfo V de Capua y parientes de Guaimario, que había sido incitados al crimen por los Bizantinos de Amalfi. El joven Gisulfo fue hecho prisionero por los asesinos, pero pronto su tío, Guy, el duque de Sorrento, reunió un contingente Normando y puso sitio a Salerno. Guy apresó a los familiares de los asesinos y negoció la libertad de Gisulfo. Pronto la ciudad se había rendido y Guy y los Normandos prestaron homenaje a Gisulfo, que confirmó sus títulos y tierras. El accidentado comienzo de su reinado fue simplemente una indicación de su carácter, ya que Gisulfo nunca olvidó el asesinato de su padre a manos de los amafiltanos. También, por razones desconocidas, llegó a odiar a los Normandos y pasó su reinado luchando contra ellos.
Su enemistad con los Normandos le salió cara desde el principio. Roberto Guiscardo navegó desde sus posiciones Calabresas en el Castillo de San Marco y capturó la ciudad Salernitana de Cosenza y a varias de las poblaciones vecinas. Gisulfo pronto provocó la ira del Conde Ricardo I de Aversa y, solo aliándose con los amalfitanos, a los que despreciaba, pudo conservar su trono. Los saqueos de Guillermo, Conde del Principado, hermano de Guiscardo, le llevaron a casar a su hermana Sichelgaita con Guiscardo a cambio de protección, y, finalmente, a su hermana Gaitelgrima con Jordan, hijo de Ricardo, que acababa de ser nombrado príncipe de Capua. En 1071, él y Ricardo de Capua apoyaron la rebelión de Abelardo y Herman de Hauteville, sobrinos de Roberto Guiscardo, y otros señores menores contra la autoridad de Guiscardo en su ducado de Apulia. El único resultado de la rebelión fue enfadar a su poderoso cuñado.
En sus últimos años, dedicó su flota a ejercer la piratería, especialmente contra Amalfi y Pisa. Los mercaderes de esta última ciudad, cuando fueron llamados a servir al Papa Gregorio VII, en nombre de la Marquesa Matilde de Toscana, se quejaron de tal modo acerca de Gisulfo, que este fue enviado a Roma por el papa y el ejército—preparado para marchar sobre los dominios de Guiscardo—se dispersó. Habiendo perdido el apoyo del Papa, se encontraba más aislado que nunca cuando, en el verano de 1076, su ciudad fue sitiada por Ricardo de Capua y Roberto Guiscardo. Pese a que ya había recomendado a los habitantes de Salerno almacenar alimentos para dos años, confiscó tanto para seguir viviendo lujosamente, que la población empezó a pasara hambre y el 13 de diciembre, la ciudad se rindió a los normandos. Gisulfo y sus hombres se retiraron a la ciudadela, que cayó en mayo del año siguiente, Las tierras y propiedades de Gisulfo fueron confiscadas y pudo partir, libre, a Capua, donde intentó provocar la guerra entre Ricardo y Roberto, pero sin éxito. Partió después a Roma para pedir la ayuda del papa, y ahí se pierde su pista.
El papa Gregorio le entregó el mando militar de la región de Campania y lo envió a Francia, pero fue convocado tras la muerte del papa en 1085. Se alió con Jordan I de Capua en apoyo de Desiderio de Benevento, que sería elegido Papa como Víctor III. Fue nombrado brevemente duque de Amalfi (marzo de 1088 – 20 de abril de 1089) por parte de los ciudadanos de esa ciudad para protegerse de las invasiones de Roberto Guiscardo, pero murió en 1090. No tuvo hijos con su esposa Gemma, a la que aparentemente, había repudiado.